# Fortress study group
För andra betydelser, se FSG.
Fortress study group, FSG,  är en internationell sammanslutning med uppgift att studera alla aspekter av postmedeltida fortifikatorisk militär arkitektur samt den typ av beväpning, främst artilleri, som sådana anläggningar kan ha. FSG grundades 1975 vid Pembroke College i Oxford i  Storbritannien. Bland medlemmarna, vilka finns i mer än 50 länder, märks såväl militär personal som arkitekter, historiker, med flera. Sammanslutningen ger ut en årsbok, Fort, samt tidskriften Casemat. Genom dotterbolaget FSG Tours Ltd anordnas studieresor till intressanta objekt.